# Ганнес Б'єрнінен
Ганнес Б'єрнінен (фін. Hannes Björninen; 19 жовтня 1995, м. Лахті, Фінляндія) — фінський хокеїст, нападник, олімпійський чемпіон. Виступає за «Йокеріт» у КХЛ.